# Минос
Минос (на старогръцки: Μίνως, Минос) в древногръцката митология е полулегендарен цар на остров Крит, син на Зевс и Европа. Брат е на Радамант и Сарпедон. Съпруг на Пазифая и баща на Ариадна, Девкалион, Федра, Главк и Андрогей. Повикал Дедал да построи лабиринта за чудовището получовек-полубик Минотавър, роден от Пазифая за срам на царския дом. Според „Одисея“ след смъртта си станал съдник в подземното царство, заедно с Еак и Радамант. Не е ясно дали Минос е собственото му име или е критската дума за „цар“.
- Дворецът на Минос
- Минос в съда, от Гюстав Доре